# Europese kampioenschappen kunstschaatsen 1935
De Europese Kampioenschappen kunstschaatsen 1935 was de 34e editie voor de mannen en de zesde editie voor de vrouwen en paren van het jaarlijks evenement dat georganiseerd wordt door de Internationale Schaatsunie (ISU).
Alle drie de kampioenschappen vonden voor de derde keer plaats in één gaststad. Van 23 tot en met 26 januari was Sankt Moritz de plaats van handeling. In 1931 werden de EK toernooien voor de vrouwen en paren ook in Sankt Moritz gehouden. Het was de negende keer dat een EK kampioenschap in Zwitserland plaatsvond, eerder werden de kampioenschappen voor de mannen van 1899, 1904, 1906, 1922, 1924, 1926 en 1929 in Davos gehouden.

## Historie
De Duitse en Oostenrijkse schaatsbond, verenigd in de "Deutscher und Österreichischer Eislaufverband", organiseerden zowel het eerste EK Schaatsen voor mannen als het eerste EK Kunstschaatsen voor mannen in 1891 in Hamburg, in toen nog het Duitse Keizerrijk, nog voor het ISU in 1892 werd opgericht. De internationale schaatsbond nam in 1892 de organisatie van het EK kunstschaatsen over. In 1895 werd besloten voortaan het WK kunstschaatsen te organiseren en kwam het EK te vervallen. In 1898, na twee jaar onderbreking, vond toch weer een herstart plaats van het EK kunstschaatsen.
De vrouwen en paren zouden vanaf 1930 jaarlijks om de Europese titel strijden. De ijsdansers streden vanaf 1954 om de Europese titel in het kunstschaatsen.

## Deelname
Er namen deelnemers uit tien landen deel aan deze kampioenschappen. Zij vulden een recordaantal van 37 startplaatsen in de drie disciplines in.
Voor België kwam Yvonne de Ligne-Geurts voor de zesde keer uit in het vrouwentoernooi.
(Tussen haakjes het totaal aantal startplaatsen over de disciplines.)
| Oostenrijk (12) Verenigd Koninkrijk (6) Duitsland (5) Hongarije (5) Frankrijk (3) | Noorwegen (2) België (1) Finland (1) Tsjecho-Slowakije (1) Zwitserland (1) |

Jury
Een van veertien aanwezige juryleden was de Belg Freddy Mésot. Hij jureerde bij alle drie de kampioenschappen. In 1936 en 1937 nam hij als deelnemer aan het EK deel.

## Medaille verdeling
Bij de mannen veroverde Karl Schäfer zijn zevende Europese titel op rij. Het was zijn negende medaille, in 1927 werd hij derde en 1928 werd hij tweede. Felix Kaspar op de tweede plaats veroverde zijn eerste medaille. Voor Ernst Baier op de derde plaats was het zijn vierde medaille, in 1931, 1932 en 1933 werd hij tweede.
Bij de vrouwen veroverde Sonja Henie haar vijfde Europese titel op rij. Liselotte Landbeck werd net als in 1934 tweede. Cecilia Colledge op plaats drie veroverde ook haar tweede medaille, in 1933 werd ze tweede.
Bij het paarrijden werden Maxi Herber / Ernst Baier het vijfde paar dat de Europese titel veroverden. Het was hun eerste medaille als paar, voor Baier was het inclusief de vier medailles bij de mannen zijn vijfde medaille. Idi Papez / Karl Zwack op plaats twee, veroverden hun vierde medaille, in 1932 werden ze derde, Europees kampioen in 1933 en in 1934 ook tweede. Lucy Gallo / Rezső Dillinger op plaats drie stonden voor de eerste keer op het erepodium.
| Discipline | Goud                      | Zilver                 | Brons                        |
| ---------- | ------------------------- | ---------------------- | ---------------------------- |
| Mannen     | Karl Schäfer              | Felix Kaspar           | Ernst Baier                  |
| Vrouwen    | Sonja Henie               | Liselotte Landbeck     | Cecilia Colledge             |
| Paren      | Maxi Herber / Ernst Baier | Idi Papez / Karl Zwack | Lucy Gallo / Rezső Dillinger |

## Uitslagen
| Goud   | Karl Schäfer (9)    | Vlag van Oostenrijk                       | 8  |
| Zilver | Felix Kaspar (2)    | Vlag van Oostenrijk                       | 18 |
| Brons  | Ernst Baier (6)     | Vlag van Duitsland (1933-1935)            | 22 |
| 4      | Jack Dunn (2)       | Vlag van Verenigd Koninkrijk              | 26 |
| 5      | Marcus Nikkanen (2) | Vlag van Finland (1918-1978)              | 41 |
| 6      | Erich Erdös (4)     | Vlag van Hongarije (1915-1918, 1919-1946) | 44 |
| 7      | Elemér Terták (2)   | Vlag van Hongarije (1915-1918, 1919-1946) | 44 |
| 8      | Leopold Linhart (2) | Vlag van Oostenrijk                       | 49 |
| 9      | Emil Ratzenhofer    | Vlag van Oostenrijk                       | 71 |
| 10     | Luzian Bueler       | Vlag van Zwitserland                      | 72 |
| 11     | Jean Henrion (4)    | Vlag van Frankrijk                        | 75 |
| 12     | Herbert Haertel (3) | Vlag van Duitsland (1933-1935)            | 76 |

| Goud   | Sonja Henie (5)            | Vlag van Noorwegen                        | 7   |
| Zilver | Liselotte Landbeck (4)     | Vlag van Oostenrijk                       | 17  |
| Brons  | Cecilia Colledge (2)       | Vlag van Verenigd Koninkrijk              | 21  |
| 4      | Maxi Herber                | Vlag van Duitsland (1933-1935)            | 35  |
| 5      | Gweneth Butler (2)         | Vlag van Verenigd Koninkrijk              | 37  |
| 6      | Grete Lainer (3)           | Vlag van Oostenrijk                       | 39  |
| 7      | Hedy Stenuf                | Vlag van Oostenrijk                       | 47  |
| 8      | Mollie Phillips (3)        | Vlag van Verenigd Koninkrijk              | 74  |
| 9      | Yvonne de Ligne-Geurts (6) | Vlag van België                           | 76  |
| 10     | Nanna Egedius (2)          | Vlag van Noorwegen                        | 76  |
| 11     | Hertha Dexler              | Vlag van Oostenrijk                       | 77  |
| 12     | Victoria Lindpaitner       | Vlag van Duitsland (1933-1935)            | 82  |
| 13     | Emmy Putzinger             | Vlag van Oostenrijk                       | 79  |
| 14     | Nadine Szilassy            | Vlag van Hongarije (1915-1918, 1919-1946) | 81  |
| 15     | Diana Fane-Gladwin         | Vlag van Verenigd Koninkrijk              | 98  |
| 16     | Gabi Clericetti (2)        | Vlag van Frankrijk                        | 106 |

| Er deden negen paren uit zes landen mee. De Europees kampioenen waren het eerste paar dat voor Duitsland uitkwam bij het toernooi voor de paren. \| Goud \| Maxi Herber Ernst Baier (6) \| Vlag van Duitsland (1933-1935) \| 11 \| \| Zilver \| Idi Papez (5) Karl Zwack (5) \| Vlag van Oostenrijk \| 15 \| \| Brons \| Lucy Gallo (2) Reszo Dillinger (2) \| Vlag van Hongarije (1915-1918, 1919-1946) \| 31,5 \| \| 4 \| Ilse Pausin Erich Pausin \| Vlag van Oostenrijk \| 24 \| \| 5 \| Eva Tusak Zoltan Balasz \| Vlag van Hongarije (1915-1918, 1919-1946) \| 38 \| \| 6 \| Eleonore Baumel Fritz Wachtler \| Vlag van Oostenrijk \| 42 \| \| 7 \| Violet Supple (2) Leslie Cliff (2) \| Vlag van Verenigd Koninkrijk \| 46 \| \| 8 \| Traute Jager (2) Fritz Lesk (2) \| Vlag van Tsjechië \| 53.5 \| \| 9 \| Gabi Clericetti (2) Jean Henrion (4) \| Vlag van Frankrijk \| 54 \| |                                      |                                           |      |
| Paren |                                      |                                           |      |
| # | naam (deelname)                      | land                                      | pc/7 |
| Goud | Maxi Herber Ernst Baier (6)          | Vlag van Duitsland (1933-1935)            | 11   |
| Zilver | Idi Papez (5) Karl Zwack (5)         | Vlag van Oostenrijk                       | 15   |
| Brons | Lucy Gallo (2) Reszo Dillinger (2)   | Vlag van Hongarije (1915-1918, 1919-1946) | 31,5 |
| 4 | Ilse Pausin Erich Pausin             | Vlag van Oostenrijk                       | 24   |
| 5 | Eva Tusak Zoltan Balasz              | Vlag van Hongarije (1915-1918, 1919-1946) | 38   |
| 6 | Eleonore Baumel Fritz Wachtler       | Vlag van Oostenrijk                       | 42   |
| 7 | Violet Supple (2) Leslie Cliff (2)   | Vlag van Verenigd Koninkrijk              | 46   |
| 8 | Traute Jager (2) Fritz Lesk (2)      | Vlag van Tsjechië                         | 53.5 |
| 9 | Gabi Clericetti (2) Jean Henrion (4) | Vlag van Frankrijk                        | 54   |

Medaillewinnaars

Mannen · 
Vrouwen ·
Paren · 
IJsdansen

Toernooi

1891 · 
1892 · 
1893 · 
1894 · 
1895 · 
1896-1897 · 
1898 · 
1899 · 
1900 · 
1901 · 
1902-1903 · 
1904 · 
1905 · 
1906 · 
1907 · 
1908 · 
1909 · 
1910 · 
1911 · 
1912 · 
1913 · 
1914 · 
1915-1921 · 
1922 · 
1923 · 
1924 · 
1925 · 
1926 · 
1927 · 
1928 · 
1929 · 
1930 · 
1931 · 
1932 · 
1933 · 
1934 · 
1935 · 
1936 · 
1937 · 
1938 · 
1939 ·
1940-1946 · 
1947 · 
1948 · 
1949 · 
1950 · 
1951 · 
1952 · 
1953 · 
1954 · 
1955 · 
1956 · 
1957 · 
1958 · 
1959 · 
1960 · 
1961 · 
1962 · 
1963 · 
1964 · 
1965 · 
1966 · 
1967 · 
1968 · 
1969 · 
1970 · 
1971 · 
1972 · 
1973 · 
1974 · 
1975 · 
1976 · 
1977 · 
1978 · 
1979 · 
1980 · 
1981 · 
1982 · 
1983 · 
1984 · 
1985 · 
1986 · 
1987 · 
1988 · 
1989 · 
1990 · 
1991 · 
1992 · 
1993 · 
1994 · 
1995 ·
1996 · 
1997 · 
1998 · 
1999 · 
2000 · 
2001 · 
2002 · 
2003 · 
2004 · 
2005 · 
2006 ·
2007 ·
2008 ·
2009 ·
2010 ·
2011 ·
2012 ·
2013 ·
2014 ·
2015 ·
2016 ·
2017 ·
2018 ·
2019 ·
2020 ·
2021 · 
2022 · 
2023 · 
2024 · 
2025

WK kunstschaatsen ·
WK kunstschaatsen junioren ·
Viercontinentenkampioenschap ·
Olympische Spelen